# Thomas Otrok

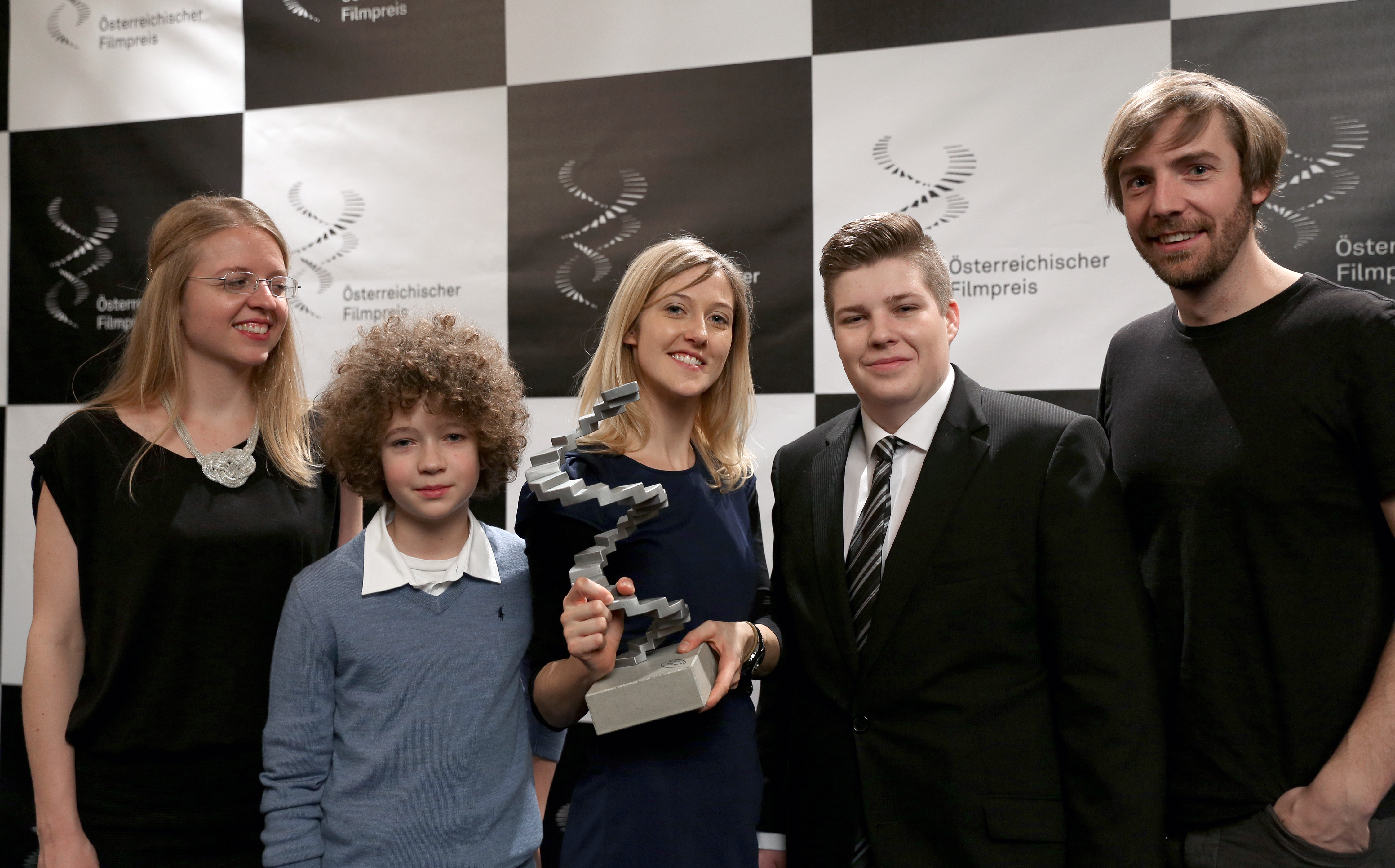
Thomas Otrok (zweiter von rechts) neben Anna Heuss, Emilio Bachmann, Magdalena Lauritsch und Jakob Fuhr, beim österreichischen Filmpreis 2015.

Thomas Otrok (* 15. März 1997 in Hainburg an der Donau, Niederösterreich) ist ein österreichischer Schauspieler.

## Leben
Thomas Otrok hatte seine Schauspielausbildung 2014–2017 an der filmacademy in Wien. 2017 legte er im Theater in der Josefstadt die Paritätische Bühnenreifeprüfung ab.
Der Kurzfilm Rote Flecken von Magdalena Lauritsch, in dem Thomas Otrok eine der zwei Hauptrollen verkörperte, gewann den österreichischen Filmpreis sowie die Shortynale und wurde von der Jury des Max Ophüls Festivals 2013 lobend erwähnt.
2017 stand er unter der Regie von Julian Pölsler für Dreharbeiten zum ORF/ARTE-Spielfilm Alt, aber Polt vor der Kamera und drehte für den Film Die letzte Party deines Lebens von Dominik Hartl.

## Filmografie
- 2013: Rote Flecken (Kurzfilm)
- 2017: Bier und Calippo (Kurzfilm)
- 2017: SOKO Donau – Ich sehe was, was du nicht siehst (Regie: Holger Barthel)
- 2018: Alt, aber Polt (Regie: Julian Pölsler)
- 2018: L’Animale (Regie: Katharina Mückstein)
- 2018: Die letzte Party deines Lebens (Regie: Dominik Hartl)
- 2019: Morden im Norden – Unter der Haut (Regie: Holger Schmidt)
- 2019: Blind ermittelt – Blutsbande (Regie: Jano Ben Chaabane)
- 2020: Vier Saiten (Regie: Michael Kreihsl)
- 2020: Meiberger – im Kopf des Täters  – „Auf der anderen Seite“ (Regie: Michael Podogil)
- 2021: SOKO Donau – Grenzenlos (Regie: Eva Spreitzhofer)
- 2021: Me, We (Regie: David Clay Diaz)
- 2022: Eismayer (Regie: David Wagner)
- 2023: SOKO Linz – Spielregeln (Fernsehserie)